# Commissie-Prodi

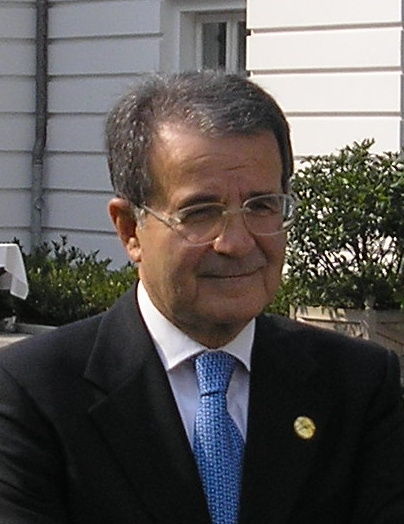
Romano Prodi

De commissie-Prodi is de Europese Commissie die haar werkzaamheden aanving op 16 september 1999 met een mandaat tot 21 november 2004. 
Deze commissie telde 20 leden, bestaande uit een voorzitter, de Italiaan Romano Prodi (naar wie de commissie is genoemd), en 19 overige leden. In 2004 werden 5 leden vervangen en zijn er door de uitbreiding van de Europese Unie (1 mei 2004) met 10 lidstaten evenzoveel personen als 'gastcommissaris' aan de Commissie toegevoegd.

## Leden
| Eurocommissaris                  | Eurocommissaris     | Eurocommissaris               | Portefeuille               | Termijn                               | Nationale partij | Europese politieke Partij | Land                |
| -------------------------------- | ------------------- | ----------------------------- | -------------------------- | ------------------------------------- | ---------------- | ------------------------- | ------------------- |
|                                  | Romano Prodi        | Romano Prodi (1939)           | Voorzitter                 | 16 september 1999 – 22 november 2004  | DP               | PES                       | Italië              |
|                                  | Neil Kinnock        | Neil Kinnock (1942)           | Vicevoorzitter             | 16 september 1999 – 22 november 2004  | Lab              | PES                       | Verenigd Koninkrijk |
| Administratieve Hervorming       | Neil Kinnock        | Neil Kinnock (1942)           |                            | 16 september 1999 – 22 november 2004  | Lab              | PES                       | Verenigd Koninkrijk |
|                                  | Loyola de Palacio   | Loyola de Palacio (1950–2006) | Vicevoorzitter             | 16 september 1999 – 22 november 2004  | PP               | EVP                       | Spanje              |
| Vervoer                          | Loyola de Palacio   | Loyola de Palacio (1950–2006) |                            | 16 september 1999 – 22 november 2004  | PP               | EVP                       | Spanje              |
| Energie                          | Loyola de Palacio   | Loyola de Palacio (1950–2006) |                            | 16 september 1999 – 22 november 2004  | PP               | EVP                       | Spanje              |
| Interinstitutionele Betrekkingen | Loyola de Palacio   | Loyola de Palacio (1950–2006) |                            | 16 september 1999 – 22 november 2004  | PP               | EVP                       | Spanje              |
|                                  | Pedro Solbes        | Pedro Solbes (1942)           | Financiën                  | 16 september 1999 – 10 april 2004     | PSEO             | PES                       | Spanje              |
| Economische Zaken                | Pedro Solbes        | Pedro Solbes (1942)           |                            | 16 september 1999 – 10 april 2004     | PSEO             | PES                       | Spanje              |
|                                  | Joaquín Almunia     | Joaquín Almunia (1948)        | Financiën                  | 26 april 2004 – 22 november 2004      | PSEO             | PES                       | Spanje              |
| Economische Zaken                | Joaquín Almunia     | Joaquín Almunia (1948)        |                            | 26 april 2004 – 22 november 2004      | PSEO             | PES                       | Spanje              |
|                                  | Frits Bolkestein    | Frits Bolkestein (1933–2025)  | Interne Markt              | 16 september 1999 – 22 november 2004  | VVD              | ALDE                      | Nederland           |
| Fiscale Zaken                    | Frits Bolkestein    | Frits Bolkestein (1933–2025)  |                            | 16 september 1999 – 22 november 2004  | VVD              | ALDE                      | Nederland           |
| Douane-unie                      | Frits Bolkestein    | Frits Bolkestein (1933–2025)  |                            | 16 september 1999 – 22 november 2004  | VVD              | ALDE                      | Nederland           |
|                                  | Chris Patten        | Sir Chris Patten (1944)       | Externe Betrekkingen       | 16 september 1999 – 22 november 2004  | Con              | EVP                       | Verenigd Koninkrijk |
|                                  | Mario Monti         | Mario Monti (1943)            | Mededinging                | 16 september 1999 – 22 november 2004  | O                | O                         | Italië              |
|                                  | Michaele Schreyer   | Michaele Schreyer (1951)      | Begroting                  | 16 september 1999 – 22 november 2004  | B'90/DG          | EGP                       | Duitsland           |
|                                  | António Vitorino    | António Vitorino (1957)       | Justitie                   | 16 september 1999 – 22 november 2004  | PS               | PES                       | Portugal            |
|                                  | Pascal Lamy         | Pascal Lamy (1947)            | Handel                     | 16 september 1999 – 22 november 2004  | PS               | PES                       | Frankrijk           |
|                                  | Erkki Liikanen      | Erkki Liikanen (1950)         | Ondernemerschap            | 16 september 1999 – 11 juli 2004      | SDP              | PES                       | Finland             |
| Informatiemaatschappij           | Erkki Liikanen      | Erkki Liikanen (1950)         |                            | 16 september 1999 – 11 juli 2004      | SDP              | PES                       | Finland             |
|                                  | Olli Rehn           | Olli Rehn (1962)              | Ondernemerschap            | 11 juli 2004 – 22 november 2004       | SK               | ALDE                      | Finland             |
| Informatiemaatschappij           | Olli Rehn           | Olli Rehn (1962)              |                            | 11 juli 2004 – 22 november 2004       | SK               | ALDE                      | Finland             |
|                                  |                     | David Byrne (1947)            | Gezondheid                 | 16 september 1999 – 22 november 2004  | FF               | UEN                       | Ierland             |
| Consumentenbescherming           |                     | David Byrne (1947)            |                            | 16 september 1999 – 22 november 2004  | FF               | UEN                       | Ierland             |
|                                  | Anna Diamandopoulou | Anna Diamandopoulou (1959)    | Sociale Zaken              | 16 september 1999 – 18 februari 2004  | PASOK            | PES                       | Griekenland         |
| Werkgelegenheid                  | Anna Diamandopoulou | Anna Diamandopoulou (1959)    |                            | 16 september 1999 – 18 februari 2004  | PASOK            | PES                       | Griekenland         |
|                                  | Stavros Dimas       | Stavros Dimas (1941)          | Sociale Zaken              | 18 februari 2004 – 22 november 2004   | ND               | EVP                       | Griekenland         |
| Werkgelegenheid                  | Stavros Dimas       | Stavros Dimas (1941)          |                            | 18 februari 2004 – 22 november 2004   | ND               | EVP                       | Griekenland         |
|                                  | Viviane Reding      | Viviane Reding (1951)         | Onderwijs                  | 16 september 1999 – 22 november 2004  | CSV              | EVP                       | Luxemburg           |
| Jeugdzaken                       | Viviane Reding      | Viviane Reding (1951)         |                            | 16 september 1999 – 22 november 2004  | CSV              | EVP                       | Luxemburg           |
| Cultuur                          | Viviane Reding      | Viviane Reding (1951)         |                            | 16 september 1999 – 22 november 2004  | CSV              | EVP                       | Luxemburg           |
|                                  | Franz Fischler      | Franz Fischler (1946)         | Landbouw                   | 16 september 1999 – 22 november 2004  | OVP              | EVP                       | Oostenrijk          |
| Visserij                         | Franz Fischler      | Franz Fischler (1946)         |                            | 16 september 1999 – 22 november 2004  | OVP              | EVP                       | Oostenrijk          |
|                                  | Günter Verheugen    | Günter Verheugen (1944)       | Uitbreiding                | 16 september 1999 – 22 november 2004  | SPD              | PES                       | Duitsland           |
|                                  | Michel Barnier      | Michel Barnier (1951)         | Regionaal Beleid           | 16 september 1999 – 1 april 2004      | RPR (1999–2002)  | EVP                       | Frankrijk           |
| UMP (2004–2004)                  | Michel Barnier      | Michel Barnier (1951)         | Regionaal Beleid           | 16 september 1999 – 1 april 2004      |                  | EVP                       | Frankrijk           |
|                                  | Jacques Barrot      | Jacques Barrot (1937–2014)    | Regionaal Beleid           | 1 april 2004 – 22 November 2004       | UMP              | EVP                       | Frankrijk           |
|                                  | Poul Nielson        | Poul Nielson (1943)           | Humanitaire Hulp           | 16 september 1999 – 22 november 2004  | SD               | PES                       | Denemarken          |
| Ontwikkelingssamenwerking        | Poul Nielson        | Poul Nielson (1943)           |                            | 16 september 1999 – 22 november 2004  | SD               | PES                       | Denemarken          |
|                                  |                     | Philippe Busquin (1941)       | Onderzoek en Wetenschap    | 16 september 1999 – 12 september 2004 | PS               | PES                       | België              |
|                                  | Louis Michel        | Louis Michel (1947)           | Onderzoek en Wetenschap    | 16 september 1999 – 22 november 2004  | MR               | ALDE                      | België              |
|                                  | Margot Wallström    | Margot Wallström (1954)       | Milieuzaken                | 16 september 1999 – 22 november 2004  | S                | PES                       | Zweden              |
| Gastcommissarissen               |                     |                               |                            |                                       |                  |                           |                     |
| Eurocommissaris                  | Eurocommissaris     | Eurocommissaris               | Portefeuille               | Termijn                               | Nationale partij | Europese politieke Partij | Land                |
|                                  | Siim Kallas         | Siim Kallas (1948)            | Financiën                  | 1 mei 2004 – 22 november 2004         | ER               | ALDE                      | Estland             |
| Economische Zaken                | Siim Kallas         | Siim Kallas (1948)            |                            | 1 mei 2004 – 22 november 2004         | ER               | ALDE                      | Estland             |
|                                  | Markos Kyprianou    | Markos Kyprianou (1960)       | Begroting                  | 1 mei 2004 – 22 november 2004         | DIKO             | ALDE                      | Cyprus              |
|                                  | Danuta Hübner       | Danuta Hübner (1948)          | Handel                     | 1 mei 2004 – 22 november 2004         | PO               | EVP                       | Polen               |
|                                  | Ján Figeľ           | Ján Figeľ (1960)              | Ondernemerschap            | 1 mei 2004 – 22 november 2004         | KDH              | EVP                       | Slowakije           |
| Informatiemaatschappij           | Ján Figeľ           | Ján Figeľ (1960)              |                            | 1 mei 2004 – 22 november 2004         | KDH              | EVP                       | Slowakije           |
|                                  | Sandra Kalniete     | Sandra Kalniete (1952)        | Landbouw                   | 1 mei 2004 – 22 november 2004         | JL               | EVP                       | Letland             |
| Visserij                         | Sandra Kalniete     | Sandra Kalniete (1952)        |                            | 1 mei 2004 – 22 november 2004         | JL               | EVP                       | Letland             |
|                                  | Janez Potočnik      | Janez Potočnik (1958)         | Uitbreiding                | 1 mei 2004 – 22 november 2004         | LDS              | ALDE                      | Slovenië            |
|                                  | Pavel Telička       | Pavel Telička (1965)          | Gezondheid                 | 1 mei 2004 – 22 november 2004         | ANO 2011         | ALDE                      | Tsjechië            |
| Consumentenbescherming           | Pavel Telička       | Pavel Telička (1965)          |                            | 1 mei 2004 – 22 november 2004         | ANO 2011         | ALDE                      | Tsjechië            |
|                                  | Dalia Grybauskaitė  | Dalia Grybauskaitė (1951)     | Onderwijs                  | 1 mei 2004 – 22 november 2004         | O                | O                         | Litouwen            |
| Jeugdzaken                       | Dalia Grybauskaitė  | Dalia Grybauskaitė (1951)     |                            | 1 mei 2004 – 22 november 2004         | O                | O                         | Litouwen            |
| Cultuur                          | Dalia Grybauskaitė  | Dalia Grybauskaitė (1951)     |                            | 1 mei 2004 – 22 november 2004         | O                | O                         | Litouwen            |
|                                  | Péter Balázs        | Péter Balázs (1911)           | Administratieve Hervorming | 1 mei 2004 – 22 november 2004         | O                | O                         | Hongarije           |
| Regionaal Beleid                 | Péter Balázs        | Péter Balázs (1911)           |                            | 1 mei 2004 – 22 november 2004         | O                | O                         | Hongarije           |
|                                  | Joseph Borg         | Joseph Borg (1952)            | Humanitaire Hulp           | 1 mei 2004 – 22 november 2004         | PN               | EVP                       | Malta               |
| Ontwikkelingssamenwerking        | Joseph Borg         | Joseph Borg (1952)            |                            | 1 mei 2004 – 22 november 2004         | PN               | EVP                       | Malta               |